# ژان بورلس
ژان بورلس (فرانسوی: Jean Bourlès‎؛ (زادهٔ ۱۷ اوت ۱۹۳۰ – درگذشتهٔ ۳۰ مارس ۲۰۲۱) دوچرخه‌سوار اهل فرانسه بود.